# Liste des gouverneurs du Montana
Le gouverneur du Montana est le chef du gouvernement du Montana et le commandant en chef des forces militaires de l’État. Le gouverneur a le devoir de faire respecter les lois de l’État, le pouvoir d’approuver ou d’opposer son veto aux projets de loi adoptés par la législature de l’État du Montana[4], de convoquer la législature à tout moment et d’accorder des grâces et des sursis. 
Le Montana a eu 24 gouverneurs, dont 9 républicains et 15 démocrates. Le gouverneur qui a servi le plus longtemps est Joseph Toole, qui a servi de 1889 à 1893 et de nouveau de 1901 jusqu’à sa démission en 1908 après 11 ans de mandat. Il est le seul gouverneur à avoir servi des mandats non consécutifs.

## Système électoral
Le gouverneur du Montana est élu pour un mandat de quatre ans au scrutin uninominal majoritaire à un tour.

## Liste
| Nom                  | Parti | Parti       | Mandat      |
| -------------------- | ----- | ----------- | ----------- |
| Joseph Toole         |       | Démocrate   | 1889-1893   |
| John Rickards        |       | Républicain | 1893-1897   |
| Robert Burns Smith   |       | Démocrate   | 1897-1901   |
| Joseph Toole         |       | Démocrate   | 1901-1908   |
| Edwin Norris         |       | Démocrate   | 1908-1913   |
| Sam Stewart          |       | Démocrate   | 1913-1921   |
| Joseph Dixon         |       | Républicain | 1921-1925   |
| John Edward Erickson |       | Démocrate   | 1925-1933   |
| Frank Henry Cooney   |       | Démocrate   | 1933-1935   |
| Elmer Holt           |       | Démocrate   | 1935-1937   |
| Roy E. Ayers         |       | Démocrate   | 1937-1941   |
| Sam C. Ford          |       | Républicain | 1941-1949   |
| John W. Bonner       |       | Démocrate   | 1949-1953   |
| J. Hugo Aronson      |       | Républicain | 1953-1961   |
| Donald Grant Nutter  |       | Républicain | 1961-1962   |
| Tim Babcock          |       | Républicain | 1962-1969   |
| Forrest H. Anderson  |       | Démocrate   | 1969-1973   |
| Thomas Judge         |       | Démocrate   | 1973-1981   |
| Ted Schwinden        |       | Démocrate   | 1981-1989   |
| Stanley Stephens     |       | Républicain | 1989-1993   |
| Marc Racicot         |       | Républicain | 1993-2001   |
| Judy Martz           |       | Républicain | 2001-2005   |
| Brian Schweitzer     |       | Démocrate   | 2005-2013   |
| Steve Bullock        |       | Démocrate   | 2013-2021   |
| Greg Gianforte       |       | Républicain | Depuis 2021 |